# Jim Gilmore
James S. Gilmore III (født 6. oktober 1949 i Richmond i Virginia i USA) er en republikansk politiker i USA som blandt andet har virket som staten Virginias guvernør 1998-2002.
Gilmore studerede ved University of Virginia før han i 1971 begyndte det som blev tre år som kontraspionageagent for US Army i Tyskland. Derefter studerede han jura ved University of Virginia Law School. Han virkede som privatpraktiserende advokat til han blev offentlig anklager i sit hjemcounty og så som statsadvokat (Attorney General) for Virginia (1993).
Han var potentiel præsidentkandidat ved valgene i 2008, efter at han den 9. januar 2007 oprettede en undersøgelseskomite med dette for øje. I juli 2007 opgav han officielt projektet. Han var ikke kandidat ved nomineringen i 2012.